# Jeff Pope
Jeffrey Pope, detto Jeff (1º gennaio 1959), è uno sceneggiatore, produttore televisivo e produttore cinematografico britannico.
Nel 2014 ha ricevuto la nomination ai Premi Oscar 2014 e ai Golden Globe 2014 per la sceneggiatura del film Philomena condivisa con Steve Coogan.
Ha vinto ai Premi BAFTA 2014 nella categoria "miglior sceneggiatura non originale" e ai Premi BAFTA 2007 nella categoria "Miglior serie drammatica" (See No Evil: The Moors Murders).

## Filmografia parziale

### Sceneggiatore
- Philomena, regia di Stephen Frears (2013)
- Stanlio & Ollio (Stan & Ollie), regia di Jon S. Baird (2018)
- The Lost King, regia di Stephen Frears (2022)

### Produttore
- Stanlio & Ollio (Stan & Ollie), regia di Jon S. Baird (2018)